# UCI Oceania Tour de 2009-2010
O UCI Oceania Tour 2009-2010, foi a quinta edição do UCI Oceania Tour. Levou-se a cabo de outubro de 2009 a setembro de 2010 onde se disputaram 6 competições por etapas em duas modalidades, provas por etapas e provas de um dia, outorgando pontos aos primeiros classificados das etapas e à classificação final; acrescentando ao calendário com respeito à temporada anterior os Campeonatos Continentais em Estrada sub-23 que desta vez se separaram de sem limitação de idade tendo a cada uma pontuação própria, desaparecendo o Campeonato Continental em Estrada e se modificando o nome do Tour de Wellington pelo de Trust House Classic. Ademais, apesar de não estar no calendário, também pontuaram os campeonatos nacionais com um barómetro dependendo o nível ciclista da cada país e o Campeonato do Mundo ao se disputar na Austrália.
O ganhador a nível individual foi o australiano Michael Matthews, por equipas triunfou a Jayco-Skins da Austrália, enquanto por países e países sub-23 foi a Austrália quem obteve mais pontos.

## Calendário
Contou com as seguintes provas, tanto por etapas como de um dia.

### Outubro de 2009
| Data     | Carreira              | Cat. | Ganhador        | Equipa do ganhador |
| -------- | --------------------- | ---- | --------------- | ------------------ |
| 11 ao 17 | Jayco Herald Sun Tour | 2.1  | Bradley Wiggins | Garmin-Slipstream  |

### Novembro de 2009
| Data   | Carreira                                  | Cat. | Ganhador         | Equipa do ganhador       |
| ------ | ----------------------------------------- | ---- | ---------------- | ------------------------ |
| 2 ao 7 | Tour de Southland                         | 2.2  | Heath Blackgrove | Zookeepers-Cycle Surgery |
| 12     | Campeonato Oceânico Contrarrelógio sub-23 | CC   | Michael Matthews | Selecção da Austrália    |
| 13     | Campeonato Oceânico Contrarrelógio        | CC   | Drew Ginn        | Selecção da Austrália    |
| 15     | Campeonato Oceânico em Estrada sub-23     | CC   | Michael Matthews | Selecção da Austrália    |

### Janeiro de 2010
| Data     | Carreira            | Cat. | Ganhador         | Equipa do ganhador |
| -------- | ------------------- | ---- | ---------------- | ------------------ |
| 27 ao 31 | Trust House Classic | 2.2  | Michael Torckler | Cardno             |

## Classificações
Devido às poucas provas resultou decisivo na classificação o Campeonato do Mundo por isso as classificações resultaram mais internacionais que de costume. Assim destacaram neste aspecto os pontos conseguidos nessas provas de Thor Hushovd (200), Michael Matthews (96), Yukiya Arashiro (80), John Degenkolb (70), Romain Feillu (70) e Taylor Phinney (60).

### Individual
| Posição | Ciclista          | Pontos |
| ------- | ----------------- | ------ |
| 1       | Michael Matthews  | 235    |
| 2       | Thor Hushovd      | 200    |
| 3       | Jonathan Cantwell | 95     |
| 4       | Jack Bauer        | 93     |
| 5       | Heath Blackgrove  | 85     |
| 6       | Yukiya Arashiro   | 80     |
| 7       | Matt Marshall     | 70     |
| 8       | John Degenkolb    | 70     |
| 9       | Romain Feillu     | 70     |
| 10      | Taylor Phinney    | 60     |

### Equipas
| Posição | Equipa                | Pontos |
| ------- | --------------------- | ------ |
| 1       | Jayco-Skins           | 267    |
| 2       | Fly V Australia       | 248    |
| 4       | Cervélo               | 206    |
| 4       | Endura Racing         | 93     |
| 5       | Bbox Bouygues Telecom | 83     |

| 6  | Drapac Porsche                      | 79    |
| 7  | Thüringer Energie                   | 78    |
| 8  | Vacansoleil                         | 73    |
| 9  | Trek Livestrong Ou23                | 65,66 |
| 10 | SpiderTech powered by Planet Energy | 40    |

### Países
| Posição | País          | Pontos |
| ------- | ------------- | ------ |
| 1       | Austrália     | 1281   |
| 2       | Nova Zelândia | 548,48 |

### Países sub-23
| Posição | País          | Pontos |
| ------- | ------------- | ------ |
| 1       | Austrália     | 605,5  |
| 2       | Nova Zelândia | 199,16 |